# Remete-hegyi 14. sz. barlang
A Remete-hegyi 14. sz. barlang a Duna–Ipoly Nemzeti Parkban lévő Remete-szurdokban található egyik barlang. Nagyon különleges és értékes régészeti leletek kerültek elő a lelőhelyről. Valószínűleg pénzhamisító műhely volt a barlang és antropológiai lelet is előkerült belőle.

## Leírás
Remeteszőlős külterületén, a Remete-hegy déli meredek oldalában húzódik. A Remete-szurdok északi oldalában találhatók a bejáratai, amelyek közel a szurdok K-i végéhez, fokozottan védett területen, a völgytalp felett kb. 60 m-re, kb. 350–380 m tengerszint feletti magasságban lévő mészkősziklák alsó részén vannak. A szurdok középső barlangszintjében (ez a szint a völgytalp felett 70 m-re, 340–350 m tszf. magasságban húzódik) nyílik. Üregfelszakadáskor keletkezett. Két kőudvar közötti, sziklahíd jellegű 6–9 m magas gerinc alatt helyezkedik el. A Remete-barlangtól és a Remete-völgyi Felső-barlangtól 300 m-re K-re található.
Egy alsó és egy felső bejárata van. Dachsteini mészkőben jött létre. A Nagy-terem nevű rész 9 méter hosszú, 3–4 méter széles és 5–8 méter magas, valamint az északi részéből indul ki egy kúszójárat. Régészeti lelőhely-azonosító száma 10814.
1984-ben volt először Remete-hegyi 14. sz. barlangnak nevezve a barlang az irodalmában. Előfordul a barlang az irodalmában 14. sz. barlang (Szabó 1972), Felszakadt-barlang (Horváth, Máté 1975), Felszakadt barlang (Horváth, Máté 1975), Remetehegyi IV. sz. barlang (Kessler 1932), Remete-hegyi IV.sz. barlang (Bertalan, Schőnviszky 1976), Remetehegyi 14. sz. barlang (Bertalan 1976), Remete-hegyi Felszakadt-barlang (Pápa, Dénes 1982), remete-hegyi Felszakadt-barlang (Pápa, Dénes 1982), Remetehegyi felszakadt barlang (Leél-Őssy 1957), Remete-hegyi zsomboly (Torma 1986), Remete-szurdok beszakadt barlangja (Böcker 1978), Remete-völgyi Szurdok-barlang (Horváth, Máté 1975), Remetevölgyi Szurdokbarlang (Horváth, Máté 1975) és Szurdok-barlang (Szabó 1972) neveken is.

## Kutatástörténet
Az 1877. évi Archaeologiai Értesítőben meg van említve, hogy a Magyar Nemzeti Múzeum régiségtára novemberben gyarapodott 1 (állattól származó) alsó állkapoccsal, 2 csonttal és 3 cseréppel is. Ezeket a leleteket, melyek a budai Remetemária közelében elhelyezkedő sziklaodúból kerültek elő, Lóczy Lajos ajándékozta a múzeumnak. Az 1904. évi Budapest Régiségeiben meg van említve, hogy valószínűleg kőkori tanyahelyek voltak Remetemária sziklaodúi, ahonnan Lóczy Lajos (Régészeti N., 168/1877.) vitt a Magyar Nemzeti Múzeumba durva cserépdarabokat. Az 1932. évi Barlangvilágban napvilágot látott közleményben az olvasható, hogy a Budapesti Egyetemi Turista Egyesület Barlangkutató Szakosztálynak tagjai, a Remetehegyi IV. sz. barlang humusztakarójában, bronzkori és újkőkorszaki edénytöredékek között, dinári típusú lábszárcsontokat és emberkoponyát találtak.
Az 1937-ben napvilágot látott, Jablonkay István által írt kiadványban szó van arról, hogy a Remete-szurdok bal oldali falában, a pataktól 50 m-rel (felső szint) és 10 m-rel (alsó szint) magasabban találhatók forrásbarlangok. A felső szinten lévő Remete-hegyi-kőfülkétől fejletlenebb és csúnyább a többi, felső szinten elhelyezkedő forrásbarlang, amelyek a szurdok teljes hosszában megfigyelhetők. Ha egy barlang erózióbázisa lejjebb száll, akkor azt követi a barlang vízrendszere is. Ez pl. úgy történhet, hogy a víz elhagyja a régi átmenőbarlangot és a régi forrásbarlangot, majd a kőzet vékony repedésein lejjebb ereszkedve új barlangrendszert alakít ki. Ebben az esetben új forrásbarlang nyílik a régi alatt, a lesüllyedt erózióbázis új szintjén. A régi felső bejáratot pedig eltömi az ottmaradt karsztbreccsa. A Remete-szurdok bal oldali falában sorakozó elhagyott forrásbarlangok ennek a folyamatnak szép példái. Ezeknek a barlangoknak az erózióbázisa annak a barlangnak a patakja volt, amelynek beszakadásával kialakult a szurdok. A szurdokbarlang patakjának régi, szakaszjelleg-változás előtti magasságát jelzik a felső szint barlangjai.
Az 1942-ben kiadott, Budapest története című könyv Tompa Ferenc által írt fejezetében szó van arról, hogy Rómer Flóris után Nagy Géza is említette, hogy Remetemária sziklaodúiból előkerültek durva cserepek, melyek valószínűleg a csiszolt kőkorszakból származnak. Leél-Őssy Sándor a Magyar Hidrológiai Társaság 1949. március 9-i ülésén tartott egy előadást. Az előadás témája a Hét-lyuk volt. Az előadásban említve volt a Remete-szurdok többi barlangja is. Leél-Őssy Sándor a társaság 1949. november 9-i szakülésén tartott egy előadást, amelyben ismertette a Remete-szurdok barlangjait.

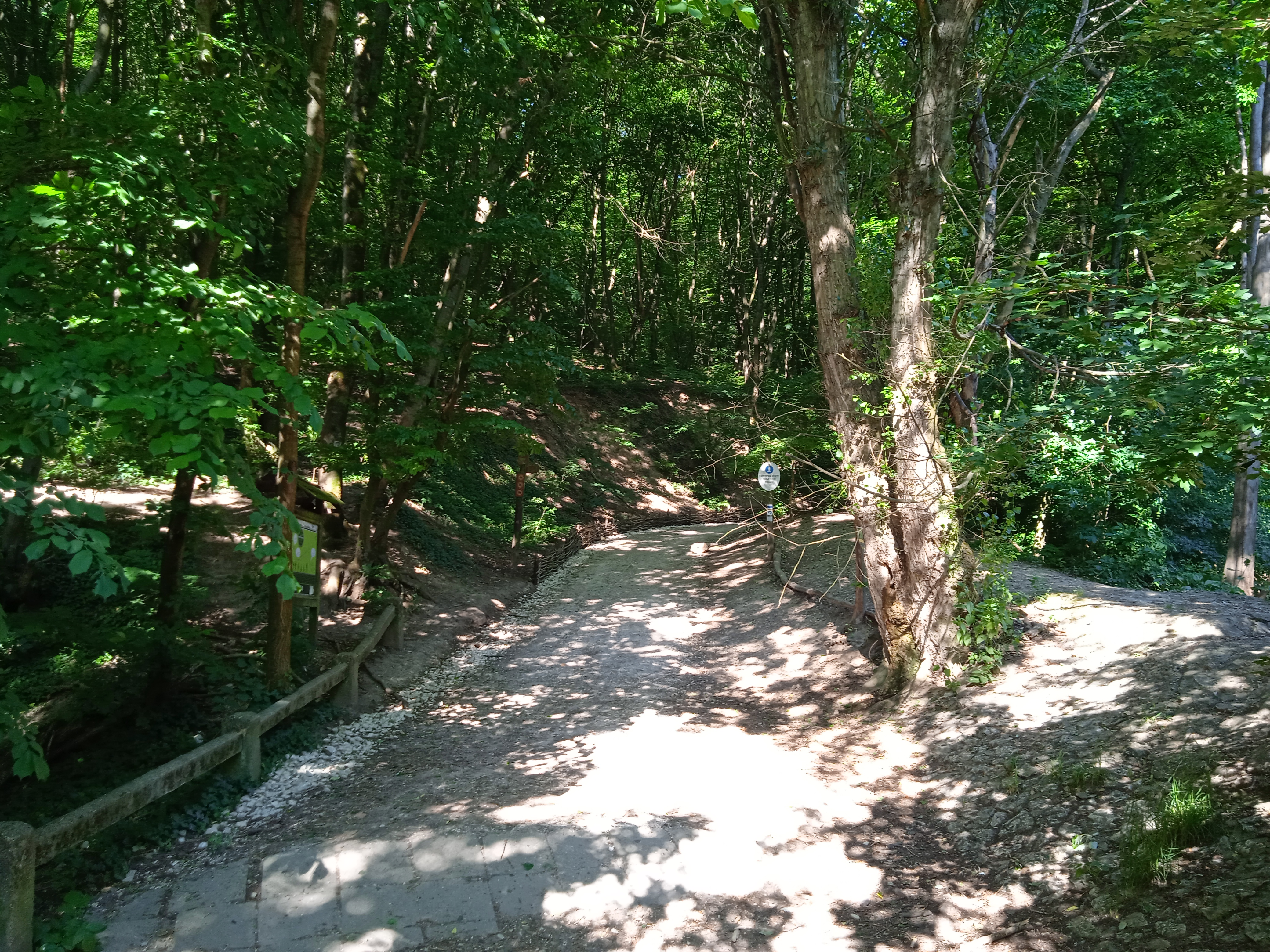
A Remete-szurdokon áthaladó út K-i vége

A Hidrológiai Közlöny 1950. évi évfolyamának 3–4. számában megjelent a Leél-Őssy Sándor által 1949. március 9-én tartott előadás szövege. A publikáció címe A remetehegyi Hétlyuk-zsomboly. A tanulmányban szó van arról, hogy a Remete-hegy jelenleg magasan elhelyezkedő, de már száraz, pusztuló forrásbarlangjai a pliocénban és az ópleisztocénban keletkeztek. (Hét-lyuk alatti barlang, Remete-hegyi-kőfülke és még néhány kisebb félbemaradt, illetve felszakadt barlang, valamint forrásüreg.) Ezután a fiatal tektonikus kiemelkedés és az erózióbázis klimatikus eredetű bevágódása miatt lejjebb szállt a Remete-hegy karsztvízszintje is és elkezdtek pusztulni a szárazzá vált barlangok.
Az 1950. évi Hidrológiai Közlöny 11–12. számában publikált, Leél-Őssy Sándor által írt tanulmányból (ez a tanulmány az 1949. november 9-én elhangzott előadás) megtudható, hogy Cholnoky Jenő 1936-ban kiadott könyve szerint a Remete-szurdok egy felszakadt víznyelős barlang. A szurdok oldalában található jelenlegi kis barlangok ennek a felszakadt régi nagy barlangnak a felszakadás miatt lefejezett oldalbarlangjai (barlangi kaptúra). Jablonkay István az 1937-es disszertációjában a szurdok karsztos formáinak kialakulását a Cholnoky Jenő által elképzelt keletkezéssel magyarázza. Láng Sándor 1948-ban megjelent tanulmányában az van írva, hogy a jelenlegi száraz, magasan elhelyezkedő barlangok a fiatal tektonikus kiemelkedésnek és a karsztvízszint lesüllyedésének az eredményei. Leél-Őssy Sándor írása szerint a Remete-hegy oldalában, a máriaremetei szurdok felett a karsztos formákat leginkább barlangok képviselik. Ezek a barlangok kicsik, szárazak és rövidek. Egyetlen kivétellel (Remete-barlang) mind magasan a völgytalp felett vannak, ezért idős, pusztuló barlangok.

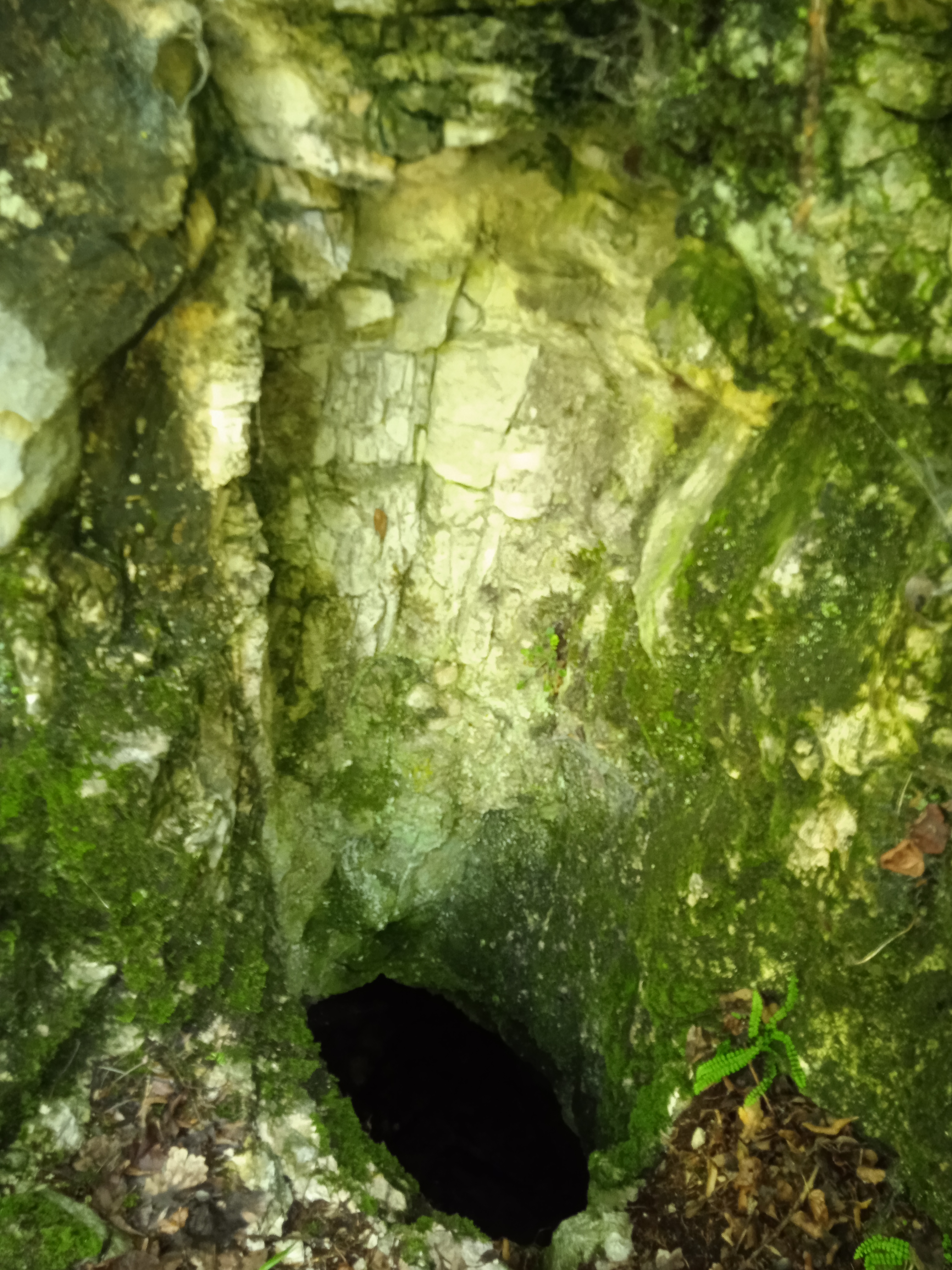
A Remete-hegyi 14. sz. barlang egyik, jobb oldali bejárata

A Hét-lyuk közelében, egy attól lejjebb, a szurdok középső barlangszintjében (ez a szint a völgytalp felett 70 m-re, 340–350 m tszf. magasságban húzódik) elhelyezkedő és teljesen felszakadt egykori kicsi forrásbarlangot talált Leél-Őssy Sándor. A szurdok K-i végének közelében van ez a felszakadt barlang, amely jelenleg rövid (16 m hosszú), de nagy esésű szakadék. A szakadéknál az egyenlő magasságú, párhuzamos és függőleges oldalfalakon kívül mennyezetmaradványok és felszínre került cseppkőroncsok is bizonyítják a barlangi eredetet. A felszakadt barlangok tipikus iskolapéldája. Eddig nem volt említve szakirodalomban. Ennek közelében talált egy másik, de még nem felszakadt forrásbarlangot. A tanulmány szerint a Remete-hegyen nincsenek víznyelők és bújtatóbarlangok, csak D-i oldalán van néhány forrásbarlang és a Hét-lyuk.
Eddig az volt a tudományos álláspont, de még jelenleg is sokan azt gondolják, hogy a Remete-szurdok barlangi felszakadással alakult ki. Úgy látszott, hogy ezt az elképzelést alátámasztják a szurdok É-i oldalában lévő barlangok is. Ezzel szemben Leél-Őssy Sándor úgy vélte, hogy a völgy regresszió miatt keletkezett áttöréses keresztvölgy (diszkordáns völgy). Ennek a nézetnek legdöntőbb bizonyítéka a szurdok É-i oldalában található rövid, száraz forrásbarlangok hármas szintje. Ezek a barlangok nem lefejezett oldalbarlangok és nem bizonyítják a barlangi felszakadást, ahogy azt Cholnoky Jenő gondolta, hanem ellenkezőleg, a fiatal, tektonikus kiemelkedést tanúsítják. A barlangok magasan elhelyezkedése és szárazsága a kiemelkedést bizonyítják, míg a kiemelkedés módjára utal a hármas szint. A kiemelkedés ugyanis nem egyszerre és egy ütemben történt, hanem több ütemű, szakaszos volt a kiemelkedés. A kiemelkedést nyugalmi időszakok szakították meg.
Az állandó karsztvíz szintje is lejjebb süllyedt minden kiemelkedéskor. Mivel a karsztos forrásbarlangok mindig az állandó karsztvízszint felett jönnek létre, ezért a kiemelkedés miatt fokozatosan süllyedő karsztvízszint egyes nyugalmi helyzeteit jelzik a barlangszintek. Azt mutatja a barlangok rövidsége, hogy nagyon rövid ideig tartottak az egyes nyugalmi időszakok, és az egyes kiemelkedések (geológiai értelemben) nagyon gyorsan végbementek. Mivel napjainkban az állandó karsztvízszint mélyen a szurdok talpa, 260–290 m tszf. magasság alatt, kb. 120–130 m tszf. magasságban húzódik, ezért jelenleg már az összes barlang száraz és pusztul. Minél magasabban találhatók az egyes barlangok, annál idősebbek. A Hét-lyuk anyabarlangja a legidősebb, a Remete-barlang a legfiatalabb. A nagyon meredek lejtők és a rövid barlangok azt a feltételezést támasztják alá, hogy az egész kiemelkedés nagyon fiatal, és legrégibb üteme sem nagyon régen történt.

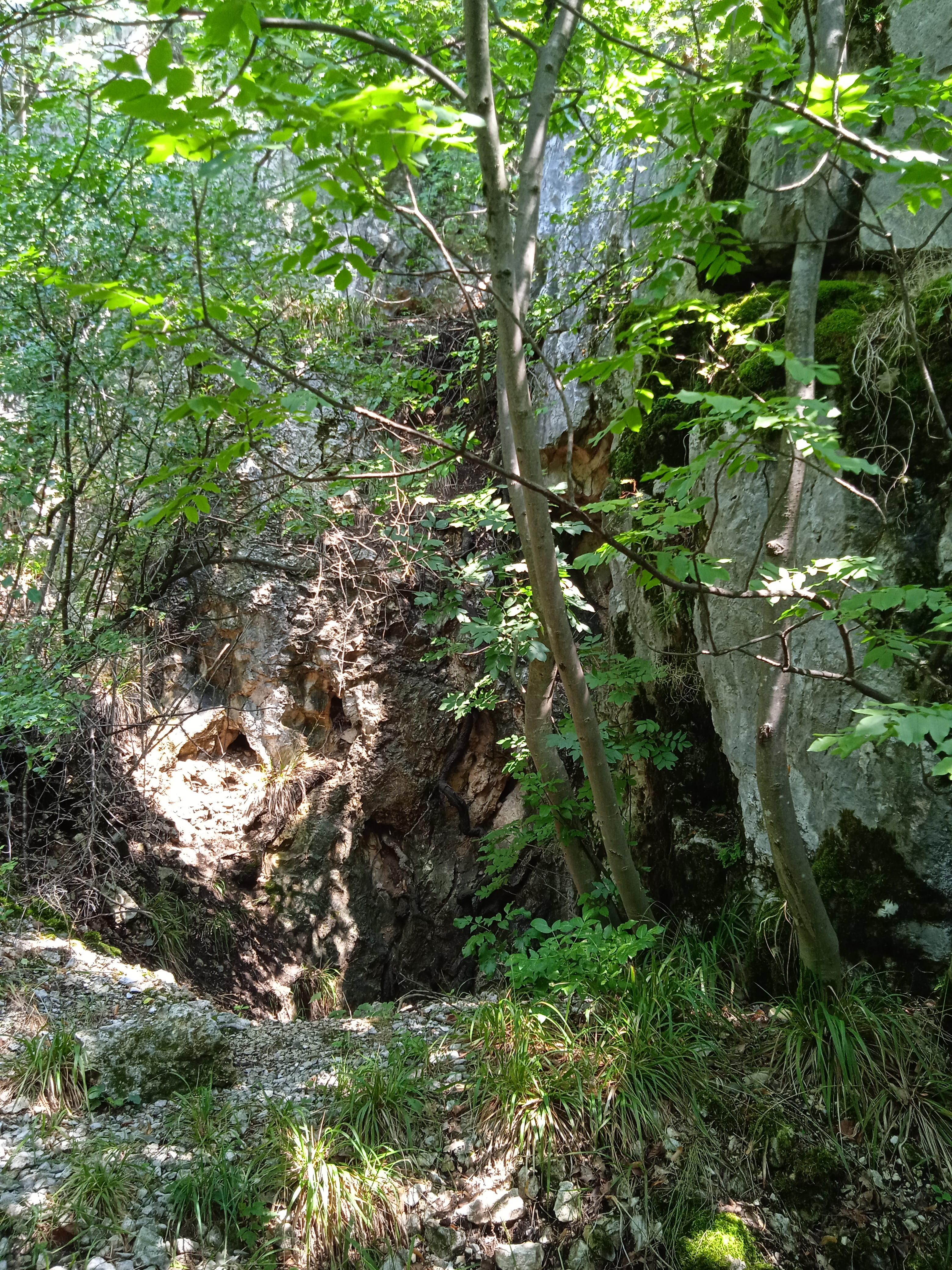
A Remete-hegyi 14. sz. barlang egyik, bal oldali bejárata

A barlangszintek a szurdok teraszai, de ebben az esetben csak tektonikus teraszoknak tekinthetők, amelyek a szakaszos kiemelkedés miatt fokozatosan bevágódó völgyfenék régebbi szintjeit jelzik. A barlangok szárazsága és jelenlegi karsztvízszint feletti magasan fekvése hosszú ideig tartó, idősebb kiemelkedést jelent, de fiatalítja a kiemelkedést a barlangok rövidsége. Ugyanis ha gyors a kiemelkedés, akkor magasra emelheti a barlangokat fiatal kiemelkedés is, amelyek nem tudnak eléggé kifejlődni a gyors karsztvízszint-süllyedés miatt. A kiemelkedés három szakaszát jelzi a három barlangszint.
Az 1957-ben napvilágot látott, Budai-hegyek útikalauz című könyvben meg van említve, hogy a Remete-hegy oldalában több kisebb-nagyobb barlang van.
Az 1957. évi Földrajzi Értesítőben megjelent, Leél-Őssy Sándor által írt tanulmány szerint a Budai-hegységben csak kis méretű karsztos barlangok vannak. Ezek is csak egy helyen: a pesthidegkúti Remete-hegyen, a Máriaremetei-szurdokvölgy oldalában (a nagyon kis méretűektől eltekintve). A Remetehegyi felszakadt barlang egy meredek és rövid, nagy esésű szakadék, amely a Remete-szurdok É-i oldalában, kb. 60 m-rel a völgytalp felett található. Dachsteini mészkőben keletkezett. A függőleges és párhuzamos oldalfalak, illetve a felső végében lévő mennyezetmaradványok és cseppkőbekérgeződés a bizonyíték arra, hogy egy kis forrásbarlang felszakadása miatt alakult ki. A Remete-hegyi 10. sz. barlang a felszakadt barlang közelében és szintjében található. A Budai-hegység barlangjainak földrajzi elhelyezkedését bemutató helyszínrajzon megfigyelhető a karsztos Remetehegyi felszakadt barlang földrajzi elhelyezkedése.
Az 1962-ben kiadott, A barlangok világa című könyv szerint kicsi, de tudományos szempontból jelentős barlangok vannak a Remete-hegy–Zsíros-hegy fennsíkjának DK-i peremén, ahol bevágódott a dachsteini mészkőbe a Máriaremetei-szoros. A Remete-hegyi-kőfülke, a Remete-barlang és a hegyoldalban nyíló többi kisebb üreg valószínűleg egykori forrásbarlangok voltak és lehet, hogy hidrológiai rendszerükhöz kapcsolódott a Hét-lyukból induló vízszintes barlang is.
Az 1966-ban megjelent, Budai-hegység útikalauz című kiadvány szerint a Remete-szurdok régen valószínűleg hatalmas barlang volt. Az egykori ősbarlang maradványai, oldalágai jelenleg is láthatók a Remete-hegy sziklás oldalában. A Remete-hegy oldalában nyíló barlangoknak nagy a tudományos értéke. A barlangok három szintmagasságban helyezkednek el és régi forrásbarlang mindegyik. Ezek az emeletek a Remete-hegy kiemelkedésével egyszerre egyre mélyebbre ereszkedő karsztvíz régi szintjét jelzik. A barlangok dachsteini mészkőben vannak és főleg tektonikus hasadékok mentén keletkeztek. A Remete-szurdok mindegyik barlangja nagyon pusztul és eltömődik. A völgy É-i oldalában öt barlang van (a Hét-lyuk, a Remete-hegyi-kőfülke, a Remete-barlang, a Remete-hegyi 10. sz. barlang és a Remete-hegyi 14. sz. barlang). Egy majdnem teljesen eltömődött barlang közelében található egy felszakadt barlang. Ez utóbbi egy meredek oldalú, párhuzamos oldalfalú és nagy esésű sziklahasadék, amelynek barlangi eredetét bizonyítja a mennyezetéből megmaradt kis részlet és némi cseppköves bekérgeződés.

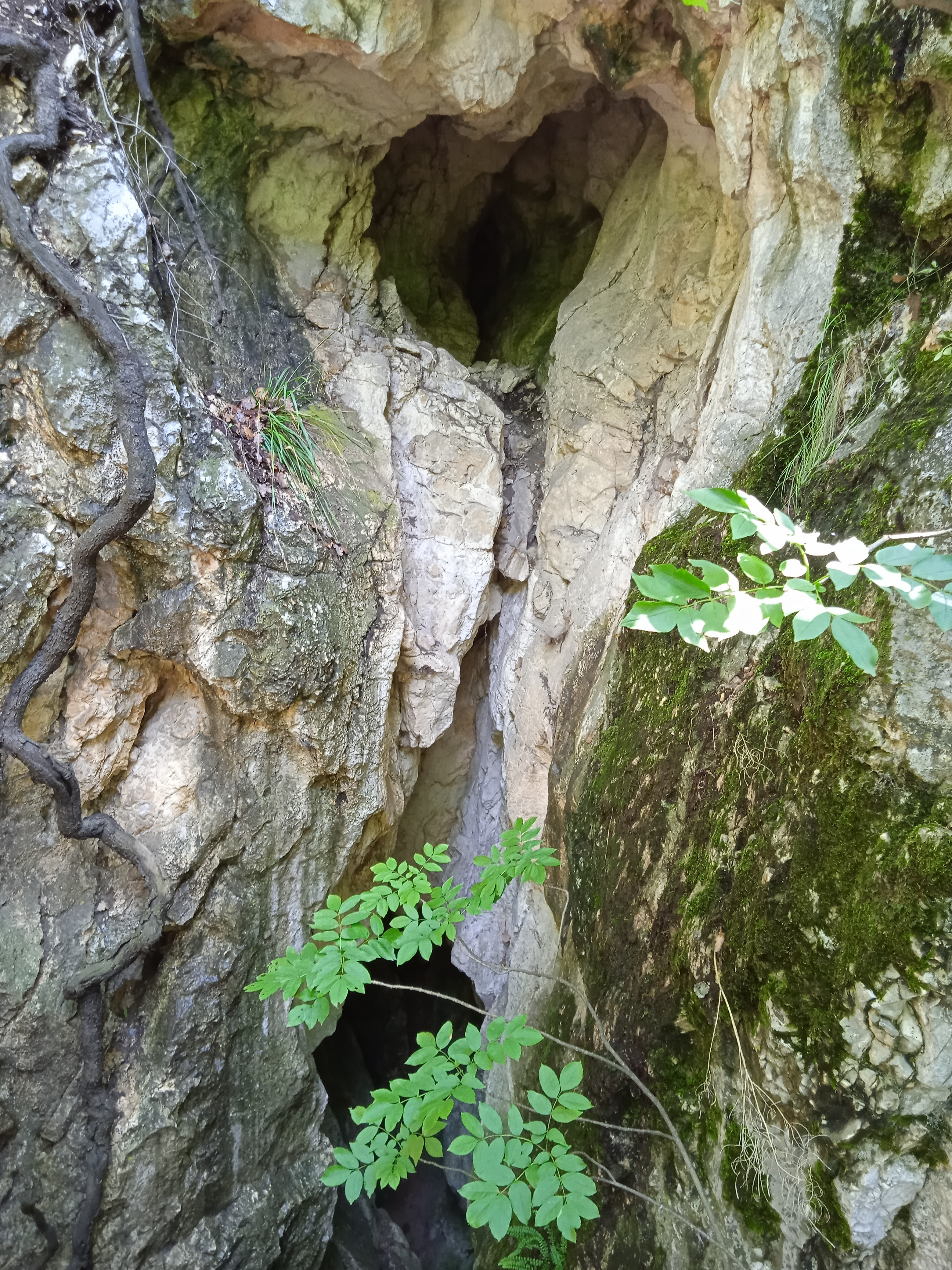
A Remete-hegyi 14. sz. barlang egyik, bal oldali bejárata

1971 februárjában, a Budapest Sport Egyesület Barlangkutató Csoport fedezte fel a barlangot. A csoportot Szabó László vezette. A sziklagerinc tetejéről nyíló, 10 m mély szűk kürtőn leereszkedve jutottak be a Nagy-terembe, amely omladékkal nagy magasságig fel volt töltve. A csoport által 1971-ben végzett feltárások közül a Szurdok-barlang kutatása járt a legnagyobb eredménnyel. 1971 augusztusában egy tábort szerveztek, hogy meggyorsítsák a barlang feltárását. A táborban tizenketten voltak. A Zsomboly-terem 50 centiméter vastag felső rétegéből Árpád-kori régészeti leletek kerültek elő. II. András idejéből öt ezüst dénárt és 34 olyan ezüstlemezkét találtak, amelyek egyértelműen mutatják a barlangi pénzhamisítás folyamatát. A 13. századi cseréptöredékekből három edényt sikerült restaurálni. A ló alakú mázas cserépből készült kerámia, egy akvamanilé egyedülálló lelet Magyarországon.
A Zsomboly-terem több pontján, a középkori kultúrréteg alatt elérték az őskori szintet. A Felszakadt-barlang irányából kibontott bejárat mélyítésekor nagyon változatos őskori leletekre bukkantak a kutatók. A rétegek négy kultúra emlékeit tartalmazták. Előkerültek a kitöltésből kora bronzkori, bronzkor végi, rézkori és újkőkorszaki, ez utóbbin belül a zselízi kultúrába sorolt tárgyak. Őrlőkő, homokkőből készült őrlőtáltöredék és obszidián, valamint kova kőszerszámok láttak napvilágot a barlangból a sok cserépmaradványon kívül. Egy négy éves gyermek állkapcsa lett kiemelve a rézkori rétegből.
A Karszt és Barlang 1971. évi évfolyamában kiadott beszámolóban, amely a Remete-szurdoknak és barlangjainak 1970. évi térképezését ismerteti, az olvasható, hogy az Ördög-árok patakja, mielőtt Budapestre belépne, meredek sziklafalak között, a festői szépségű Szurdok-völgyön tör át. Ezek a sziklafalak sok üreget, barlangot rejtenek magukban. A Ferencvárosi Természetbarát Sportkör barlangkutató szakosztálya 1970. július 12. és 19. között térképezőtábort tartott azért, hogy a völgy összes üregét felmérje, illetve pontosan meg legyen határozva a barlangok egymáshoz viszonyított földrajzi elhelyezkedése. A tábor utáni ellenőrzőmérésekkor és felszíni mérésekkor a nagyobb barlangokon kívül még négy kis barlangot mértek fel a teljesség kedvéért a szakosztály tagjai. A Szurdok-völgyben 12 ismert és felmért, barlangnak tekinthető természetes üreg van. A völgy bal oldalában nyílik mindegyik.
Ny-ról K-i irányba számozva a Remete-szurdokban lévő barlangokat, sziklabordák szerint a Máriaremete felől jól látható, réteglépcsős, sziklás és meredek domboldalon, azaz a szélesen elnyúló 4. számú sziklabordában, a Hét-lyuknál mélyebb, kb. 365 m tszf. magassági szinten Ny-ról K-re haladva először egy nagyon lepusztult, omladékos sziklautca található. Majd a szintén durva omladékaljú, de határozott falú, kb. 20 m-es Felszakadt-barlang következik. Ez a különös sziklautca egy egykori barlang tetejének beszakadásával keletkezhetett. 21 m hosszú és átlagosan 4 m mély. Felső végében kis eresz van, amelyet oldott formák tesznek érdekessé. Ezek miatt a formák miatt lehet következtetni barlangi eredetére. Ezen a részen cseppkőlefolyás is megfigyelhető. (Ennek a cikknek a megjelenése előtt a feltételezett barlangba bejutottak a BSE barlangkutatói.)

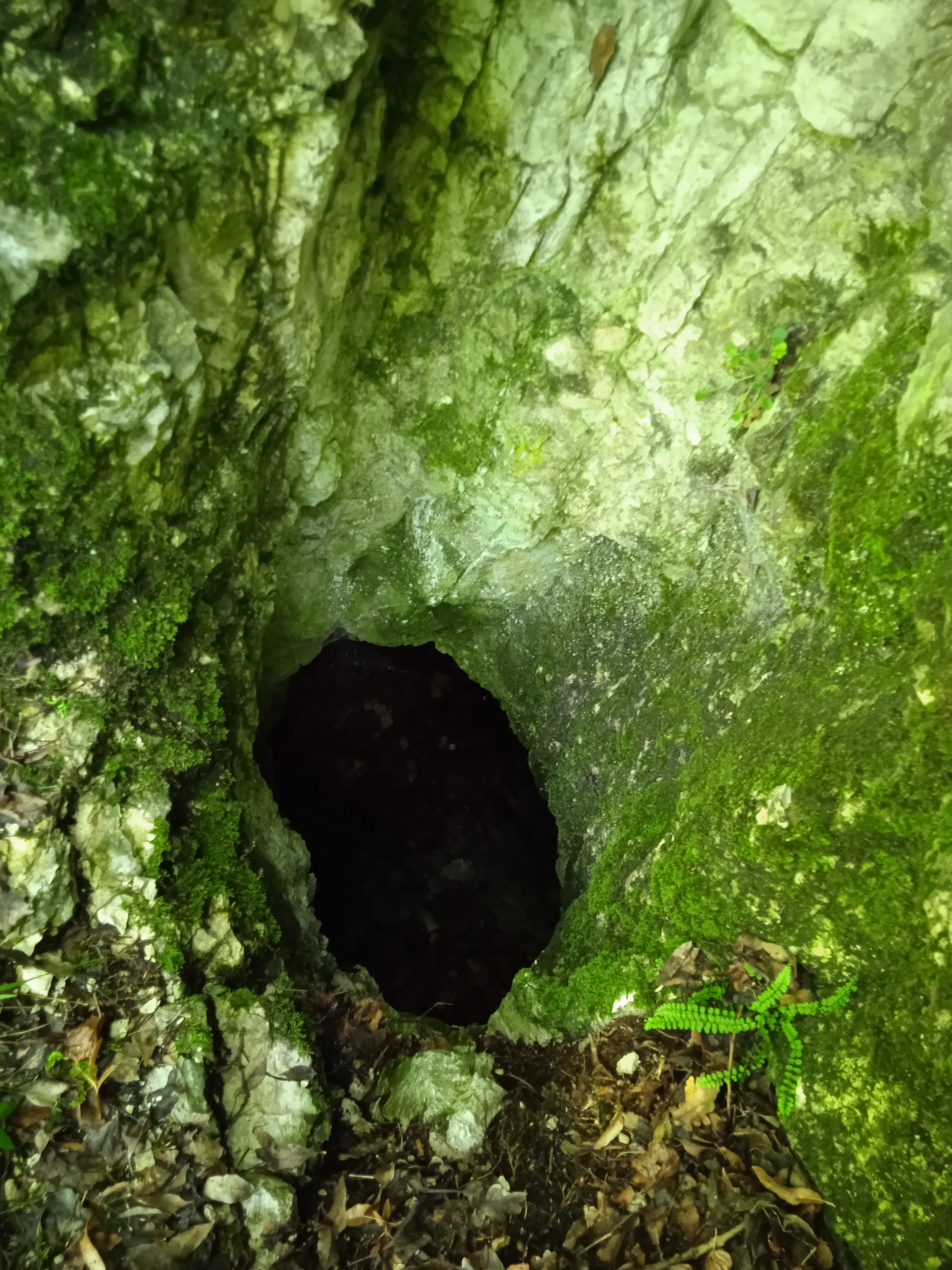
A Remete-hegyi 14. sz. barlang egyik, jobb oldali bejárata

Az 1972. évi Karszt- és Barlangkutatási Tájékoztató 1. füzetében kiadott, Szabó László által írt beszámoló szerint a barlang függőlegesen induló bejárata Nagykovácsi közelében, a Felszakadt-barlang sziklautcája és a Felszakadt-barlangtól nyugati irányban lévő másik felszakadás közötti gerincen van. Lefelé, tölcsérszerűen tágul a 30 centiméter átmérőjű nyílás és 9,5 méter mély. Leereszkedve egy 10 méter hosszú és 2,5 méter széles üregbe jutottak. A kora tavasszal megkezdett feltáráskor a barlang egyik felszínre vezető oldalágát bontották ki. Az oldalág vízszintes, hét méteres részét Bertalan Károly már 1942-ben ismerte. Több periódusban, az oldalágon keresztül tömődött el a mélyebben elhelyezkedő Zsomboly-terem. 1470 körül egy fiatal férfit temetett maga alá a leomlott kőzettörmelék. Az időpont a csontanyag vizsgálata alapján lett megállapítva. A Magyar Tudományos Akadémia Régészeti Intézetének szakemberei végzik a régészeti anyag feldolgozását.
1972 első negyedévében a Szabó László által vezetett csoport folytatta a múlt évben elkezdett, sikeres kutatómunkát a Remete-hegyen. Megint értékes leletekre bukkantak a barlangban. A barlang feltárás szempontjából ígéretes szakaszában meghaladta technikai felkészültségüket a kevés levegő és a kemény kitöltés. 1972 áprilisában abba kellett hagyni bizonytalan ideig a barlangban végzett munkát a Magyar Nemzeti Múzeum Ásatási Bizottság kérésére. A csoport befejezte a barlang kutatását. 1975-ben az FTSK Barlangkutató Szakosztály a Magyar Karszt- és Barlangkutató Társulat Kartográfiai Szakbizottságával közösen mérte fel a Felszakadt-barlangot és a felmérés alapján Horváth János szerkesztett barlangtérképet, amely a társulat térképtárába le lett adva.
Az 1976-ban befejezett, Bertalan Károly által írt kéziratban az olvasható, hogy a Budai-hegyekben, Nagykovácsin, a Remete-hegyen található IV. sziklabordában lévő két sziklautca közötti szirtben, a Ny-i beszakadás felső végén és a K-i beszakadás alján, 366 m tengerszint feletti magasságban van a Remetehegyi 14. sz. barlang, másik nevén Felszakadt barlang. Omladékos sziklautcából nyíló, korróziós eredetű, 13 m mély sziklaüreg, amelyet 1971-ben tártak fel a BSE barlangkutatói. A kézirat barlangra vonatkozó része 1 kézirat alapján van írva.
A Bertalan Károly és Schőnviszky László által összeállított, 1976-ban megjelent Magyar barlangtani bibliográfia barlangnévmutatójában meg van említve a Budai-hegységben lévő barlang Remete-hegyi IV.sz. barlang néven a barlangot említő 2 irodalmi mű megjelölésével. 1978-ban került az ásatás anyaga a Budapesti Történeti Múzeumba. Az 1978. évi Karszt és Barlangban meg van említve, hogy az elmúlt 20 évben a barlangkutató csoportok közreműködésével értek el a tudósok szép régészeti eredményeket pl. a Remete-szurdok beszakadt barlangjában, a Remete-völgyi Felső-barlangban és a Bátori-barlangban.

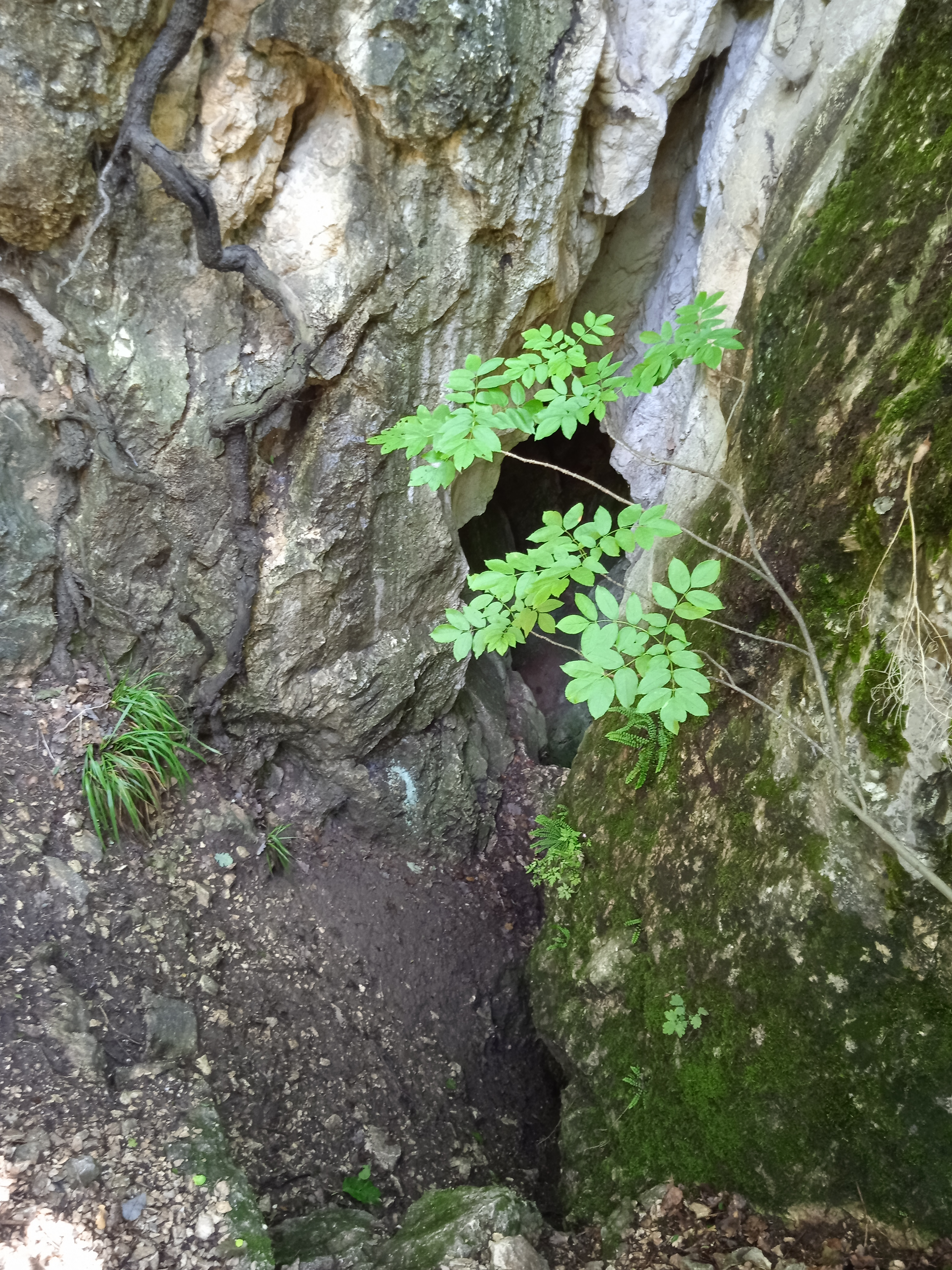
A Remete-hegyi 14. sz. barlang egyik, bal oldali bejárata

Az 1982-ben megjelent, Budai-hegység útikalauz című kiadványban az van írva, hogy a Remete-hegy oldalában nyíló barlangok nagy tudományos értéket képviselnek. A Remete-szurdokban, de főleg annak É-i oldalában, a Remete-hegy dachsteini mészkövének tektonikus hasadékai mentén sok barlangot hozott létre a hegy fokozatos kiemelkedésével együtt egyre mélyebbre leszálló karsztvíz. Ezek a jelenleg már kivétel nélkül pusztuló, szenilis és eltömődő barlangok a hegyoldalban különböző szintmagasságokban találhatók. A völgytalphoz közel lévők a fiatalabbak, a magasabban húzódók az idősebbek. Ezek a barlangok ugyanis a hegy kiemelkedésével egyre alacsonyabbra szálló karsztvíz akkori szintjét jelzik, amikor keletkeztek az egyes barlangok.
20-nál több barlang van a Remete-szurdokban. Ezek közül csak a nevezetesebbek (Hét-lyuk, Remete-barlang, Remete-völgyi Felső-barlang, Remete-hegyi-kőfülke, Remete-hegyi 14. sz. barlang) vannak a könyvben ismertetve. A Budai-hegység barlangjainak földrajzi elhelyezkedését szemléltető helyszínrajzon látható a Remete-szurdok barlangjainak földrajzi elhelyezkedése. A Remete-hegy Remete-szurdok felőli oldala meredek, sziklás és sok barlang található benne. A Remete-barlang felett lévő sziklafalban húsznál több kisebb-nagyobb üreg van. Közülük a Szurdok-barlang és a Remete-völgyi Felső-barlang nevezetesek a régészeti emlékeik miatt.
A könyv szerint a Szurdok-barlang (remete-hegyi Felszakadt-barlang) a Remete-hegybe mélyen bevágódó szurdok oldalában, üregfelszakadás miatt kialakult két kőudvar közti 6–9 m magas, sziklahíd jellegű gerinc alatt helyezkedik el. 1971-ben a Szabó László által vezetett Budapest Sport Egyesület Barlangkutató Csoport tagjai ennek a sziklagerincnek a tetejéről hatoltak be egy 10 m-re mélyülő szűk kürtőn keresztül az akkor omladékkal magasan feltöltött Nagy-terembe. Ezután két új bejáratot hoztak létre az omladékon keresztül a járatok talpszintjén a 9 m hosszú, 3–4 m széles és 5–8 m magas Nagy-terembe. Egyet a keleti kőudvar felől és egyet a nyugati kőudvar felől. A csoport tagjai a Nagy-terem északi végéből egy kúszójáratot bontottak ki. A 33 m hosszú barlangot régészeti leletei tették jelentőssé. A Nagy-terem omladékkal fedett kitöltésének alsóbb rétegeiből sok kvarcpengét, obszidiánpengét és rézkori, valamint bronzkori cserépedény-töredéket találtak. Több Árpád-kori (12. századi – 13. századi) cserépedény-töredék, közöttük egy ritka, lovat ábrázoló, zöldes mázzal borított cserép vízöntőedény, azaz aquamanile látott napvilágot a kitöltés felsőbb rétegeiből.

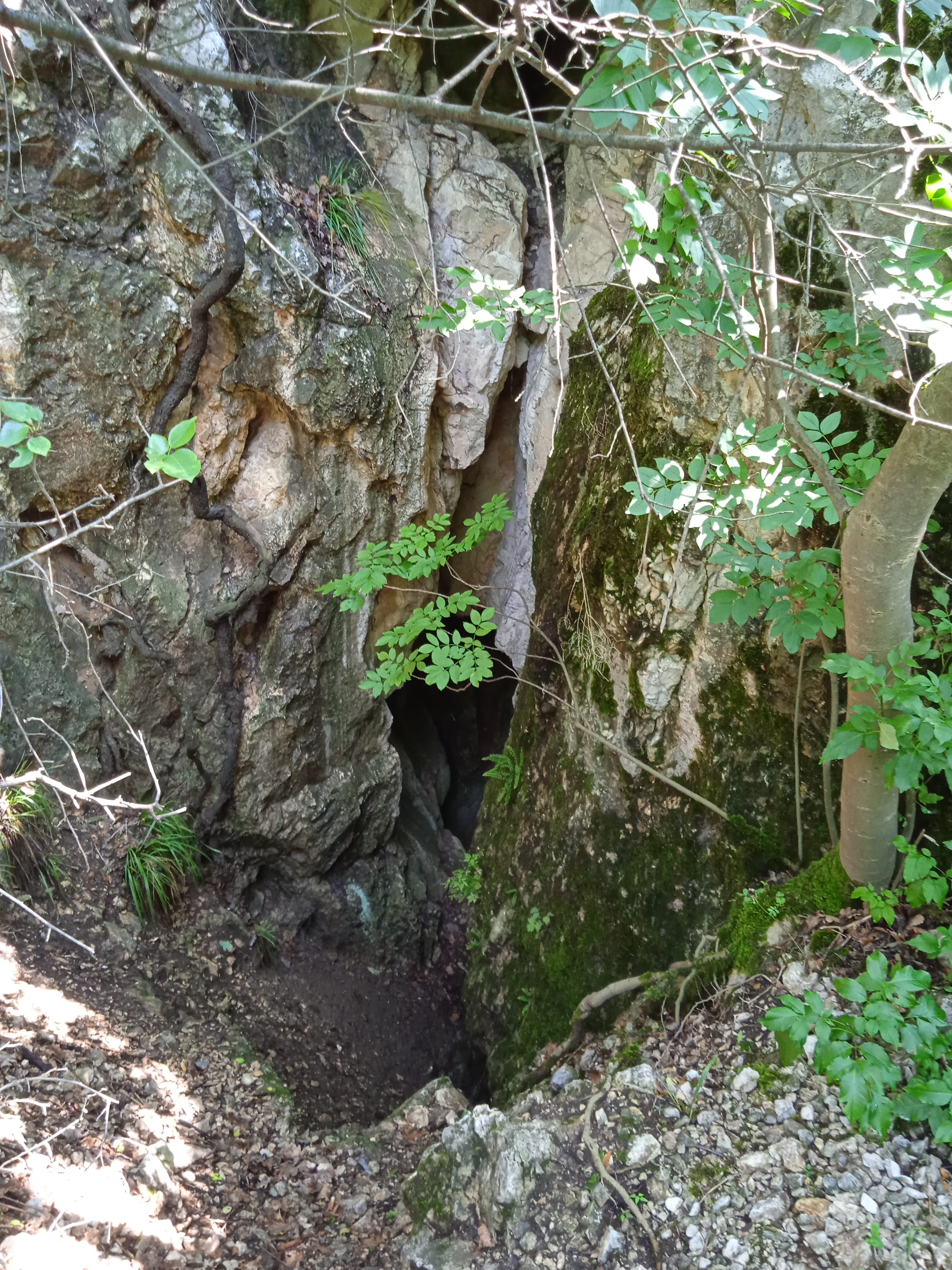
A Remete-hegyi 14. sz. barlang egyik, bal oldali bejárata

Találtak a barlangban egy kis üllőt, mellette leszabott és félig megmunkált, pénzérem méretű ezüstlemezkéket, valamint négy teljesen ép, V. István kori (1270–1272) ezüstpénzt. Utóbbi leletegyüttesből arra lehet következtetni, hogy a 13. század végén a teremben volt egy pénzhamisító műhely. Felfedeztek egy emberi csontvázat a kitöltésben, amely egy antropológus szerint fiatal férfi maradványa, aki kb. 500 éve, az 1400-as években élhetett. A kőkorszaktól a rézkoron és a bronzkoron át a középkor végéig ismerte és használta az ember a barlangot. Bejárata valószínűleg a középkor vége után beomlott és ezért őrződött meg a titka a 20. századig, amíg egy évtizede a szorgalmas barlangkutatók feltárták és felszínre hordták a régészeti leleteket.
Az 1984-ben napvilágot látott, Magyarország barlangjai című könyv országos barlanglistájában szerepel a Budai-hegységben lévő barlang (Remete-hegyi 14. sz. barlang, Felszakadt-barlang). A listához kapcsolódóan látható a Dunazug-hegység barlangjainak földrajzi elhelyezkedését bemutató, 1:500 000-es méretarányú térképen a barlang földrajzi elhelyezkedése.
A Magyarország Régészeti Topográfiája sorozat 1986-ban megjelent, A budai és szentendrei járás című kötetében, a 12/6. sz. lelőhely (remete-hegyi Alsó- és Felső-barlang) ismertetésében szó van arról, hogy Nagykovácsin, az Ördög-árok szurdokvölgyének É-i oldalán emelkedő Remete-hegy D-i meredek, néhány helyen sziklás lejtőjén van néhány kis barlang. Régészeti leletek ezek közül az Alsó-barlangból, a Felső-barlangból és a Remete-hegyi Zsombolyból (12/11. sz. lelőhely) kerültek elő. Ezek gyakran budapesti barlangokként vannak bemutatva az irodalomban a főváros közelsége miatt. 1877-ben Lóczy Lajos ajándékozott a Magyar Nemzeti Múzeumnak 3 cserepet és állatcsontokat, amelyeket a budai Remetemária közelében elhelyezkedő sziklaodúban talált (MNM 168/1877. 1–4.).
A Remete-hegyi 14. sz. barlang a 12/11. számú lelőhely (rézkor, bronzkor, késő bronzkor, Árpád-kor – nyújtott csontvázas sír –, késő középkor?, barlang). A lelőhelyen a barlangkutatók amatőr ásatást végeztek. A zsomboly kitöltéséből középső rézkori, bronzkori és késő bronzkori cserepek, valamint kvarceszközök és obszidiáneszközök kerültek elő. Napvilágot látott a lelőhelyen egy agyagból égetett, lovat ábrázoló, zöld, mázas akvamanilé is, amelyről Zolnay László megállapította, hogy importáru és 12. századi, vagy 13. századi. A bronzkori cserepeket a makói csoporthoz sorolták. A leletek között van két 12. századi, vagy 13. századi, hullámvonal díszítésű fazék, egy import, osztrák fazéknak a bélyeges füle, vastárgyak, egy áttört, kis bronzkorong és egy orsókarika, amely terra sigillatából készült. A talált vastárgyak egy csikózabla, kések, egy karika és néhány, nagyon bizonytalan korú és rendeltetésű tárgy, például a két végén behajló vasalás és egy áttört, díszes lemez. Az őskori anyag még leltározatlan, azokat M. Soós Ágnes vizsgálja.
Az Árpád-kori leletekhez tartozik az a majdnem azonos súlyú, körülbelül 40 darab ezüst lemezke, amelyek között V. István négy ép verete mellett négyszögletes kalapácsütés nyomait viselő, kerek és teljesen sima, éremszerű lapocskák vannak, valamint lehet, hogy ezekkel összefügg az ugyanott talált, üllő alakú vastárgy is. Egy 13. századi pénzhamisító műhelyhez tartozhat ez a leletcsoport, de az is előfordulhat, hogy pénzverdéből ellopott tárgyak Zolnay László szerint. A kitöltésben egy fiatal férfi csontvázára is rábukkantak a régészeti leleteken kívül. A csontvázról Kiszely István azt állapította meg, hogy 15. századi. Elképzelhető, hogy 1932 körül a Budapesti Egyetemi Turista Egyesület Barlangkutató Szakosztálynak tagjai a Remetehegyi IV. sz. barlangban újkőkorszaki és bronzkori edénytöredékek között dinári típusú lábszárcsontokat és emberkoponyát találtak. A kiadványban van egy Nagykovácsi térkép, amelyen megfigyelhető a Remete-hegyi 14. sz. barlang földrajzi elhelyezkedése. A térképen 11-es számmal van jelölve a lelőhely.
Kovács Jenő és Kovács Richárd 2005-ben felmérték a barlangot, majd Kovács Richárd 2005. január 30-án, a felmérés adatainak felhasználásával megszerkesztette a barlang alaprajz térképét és keresztmetszet térképét, 2005. május 26-án pedig a barlang hosszmetszet térképét (metszet iránya: 270°–90°). Az alaprajz térképet tartalmazó lapon jelölve van az É-i irány. Az alaprajz térképen megfigyelhető a keresztmetszet elhelyezkedése a barlangban. A térképek szerint a Remete-hegyi 14. sz. barlang (barlangkataszteri szám: 4772-17) Nagykovácsin található, 49 m hosszú és 11 m magas. 2013. augusztus 12-től a belügyminiszter 43/2013. (VIII. 9.) BM rendelete szerint a Pest megyei, remeteszőlősi, 4772-17 barlangkataszteri számú és 10814 lelőhely-azonosítójú Remete-hegyi 14. sz. barlang régészeti szempontból jelentős barlangnak minősül. A Duna–Ipoly Nemzeti Park Igazgatóság adatai szerint az M0-s autóút nyugati szektor, 10-es főút – 1-es főút közötti tervezett szakasz A változatának nyomvonala közvetlenül érinti a barlangot.

## További irodalom
- Bertalan Károly: Kézi jegyzetek. Kézirat. (1959-től íródott.)
- Budapesti Történeti Múzeum Középkori Gyűjteménye. 79.1.1.–2.1., 3.1., 4.1.–5.1., 6.1., 12.1., 13.1.–14.1., 15.1., 16.1.–22.1.
- Cholnoky Jenő: Magyarország földrajza. (Föld és élete 6.) 1936.
- Láng Sándor: Karszttanulmányok a Dunántúli Középhegységben. Hidrológiai Közlöny, 1948. (28. köt.) 1–4. füz.
- Schreiber Rózsa: A korabronzkor problémái Budapesten. Archaeologiai Értesítő, 1972. (99. köt.) 152. old.
- Tamaskó Béla: A BETE 1943. évi működése. A Budapesti Egyetemi Turista Egyesület beszámolója az 1943. évi működéséről. Budapest, BETE, 1944. 4., 9–11. old.
- V. E.: Árpád-kori pénzek és pénzhamisítók. Budapest 10. (1972) 42. old.